# La Cavalerie
La Cavalerie é uma comuna francesa na região administrativa de Occitânia, no departamento de Aveyron. Estende-se por uma área de 40,56 km². Em 2010 a comuna tinha 1 718 habitantes (densidade: 42,4 hab./km²).